# Nilbarsch

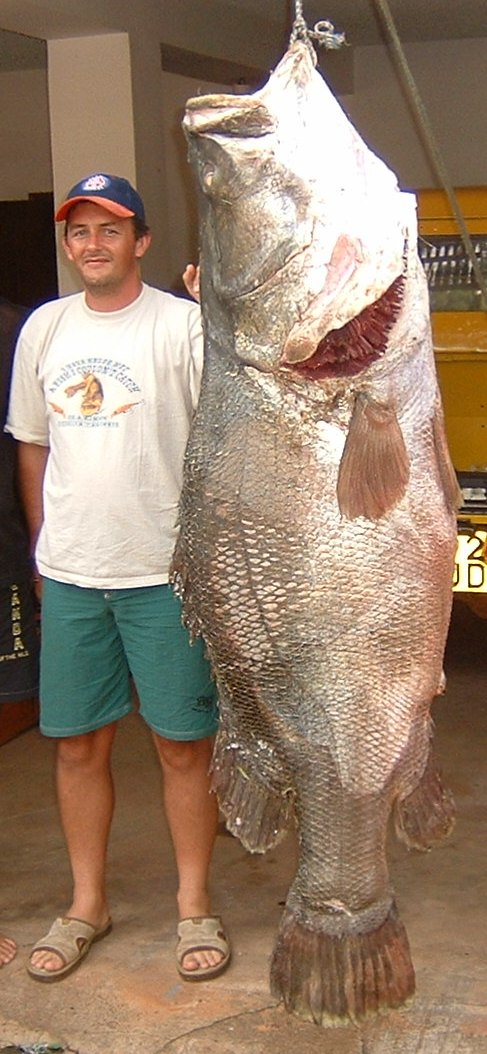
Nilbarsch im Größenvergleich

Der Nilbarsch (Lates niloticus), in Deutschland als Speisefisch meist Viktoriabarsch genannt, ist ein Süßwasser-Raubfisch aus der Familie der Riesenbarsche (Latidae). Er kommt im tropischen und subtropischen Afrika zwischen 27° nördlicher und 7° südlicher Breite in allen bedeutenden Flusssystemen (Nil, Niger, Schari, Senegal, Volta und Kongo) und im Albertsee, Turkana-See und Tanasee vor, sowie im Brackwassersee Lake Mariout im Nildelta. Im Viktoriasee wurde der Nilbarsch Anfang der 1960er-Jahre vom Menschen ausgesetzt.

## Merkmale
Der Nilbarsch wird maximal zwei Meter lang und bis zu 200 kg schwer. Für gewöhnlich bleibt er aber bei einer Länge von 85 Zentimeter bis einem Meter. Die Geschlechtsreife erreicht er bei einer Länge von 53 bis 85 Zentimeter im Alter von drei Jahren. Weibchen sind zumeist größer als Männchen. Nilbarsche sind oberseits eher grau mit einem bläulichen Schimmer, an den Seiten und am Bauch hell silbriggrau. Die Pupille ist schwarz, die Iris gelb. Jungfische sind bräunlich und zeigen eine unregelmäßige hell-dunkel Marmorierung. Die Schuppen sind Kammschuppen. Das Tränenbein und das Präoperculum sind fein gesägt. Der Kiemendeckel ist mit zwei Dornen ausgestattet, ein auffälliger vor dem Winkel und ein kleinerer darüber. Das Maul ist groß und vorstülpbar (protraktil), der Unterkiefer steht etwas vor. Auf dem unteren Ast (Ceratobranchiale) des ersten Kiemenbogens befinden sich 12 bis 14 Kiemenrechen. Die Rückenflosse wird von sieben bis acht Stachel- und 8 bis 13 Weichstrahlen gestützt, die Afterflosse von drei Stacheln und 7 bis 9 Weichstrahlen. Die Schwanzflosse ist abgerundet. Entlang der Seitenlinie zählt man 54 bis 74 Schuppen, weitere 6 bis 8 mit Poren versehene Schuppen liegen auf dem Schwanzstiel.

## Lebensweise
Nilbarsche bewohnen alle Habitate ihrer Wohngewässer in Tiefen von 10 bis 60 Metern. Ausgewachsene Fische bevorzugen tieferes Wasser und ernähren sich von Fisch, vor allem von Heringen und Salmlern der Gattung Alestes, bei Verfügbarkeit können Buntbarsche des Tribus Haplochromini bis zu 95 % der konsumierten Fischarten ausmachen. Kleinere Exemplare fressen auch Krebstiere (Garnelen der Gattung Caridina), Jungfische und Insekten (Schnabelkerfe und die Larven von Libellen, Eintagsfliegen und Büschelmücken). Jungfische, die sich bevorzugt im Flachwasser an den Gewässerrändern aufhalten, ernähren sich vor allem von Zooplankton (Copepoden). Im Frühjahr, bei steigender Wassertemperatur, laichen die Nilbarsche in geschützten Bereichen oder im offenen Wasser.

## Systematik
Der Nilbarsch erhielt seine erste wissenschaftliche Bezeichnung im Jahr 1758 durch den schwedischen Naturforscher Carl von Linné. Dieser ordnete ihn allerdings der Gattung Labrus zu, die heute zu den Lippfischen gehört. Terra typica ist Ägypten. Die Gattung Lates mit dem Nilbarsch als Typusart wurde erst 1828 durch die französischen Zoologen Georges Cuvier und Achille Valenciennes eingeführt.
Lates niloticus ist keine monophyletische Art, sondern besteht aus drei genetisch unterscheidbaren Kladen, von denen eine im Einzugsbereich des Nils, inklusive Albertsee und Turkana-See, die zweite in Westafrika und die dritte im Kongobecken vorkommt. Schwestergruppe der Kongoklade sind die vier Lates-Arten des Tanganjikasees (Lates angustifrons, Lates mariae, Lates microlepis und Lates stappersii) die zusammen eine monophyletische Gruppe bilden und phylogenetisch innerhalb von Lates niloticus stehen. Die „Nilbarsche“ des Kongobeckens wurden bereits 1922 durch den französischen Ichthyologen Jacques Pellegrin unter der Bezeichnung Lates niloticus var. macrolepidota als Varietät des Nilbarschs beschrieben. Terra typica ist der Oubangui im Norden des Kongobeckens.
Das folgende Kladogramm zeigt die Verwandtschaftsverhältnisse der gegenwärtig unter der Bezeichnung Lates niloticus geführten Riesenbarsche und die Stellung der Tanganjikasee-Riesenbarsche darin:
|  | Nil-Klade (Lates niloticus s. str.) |

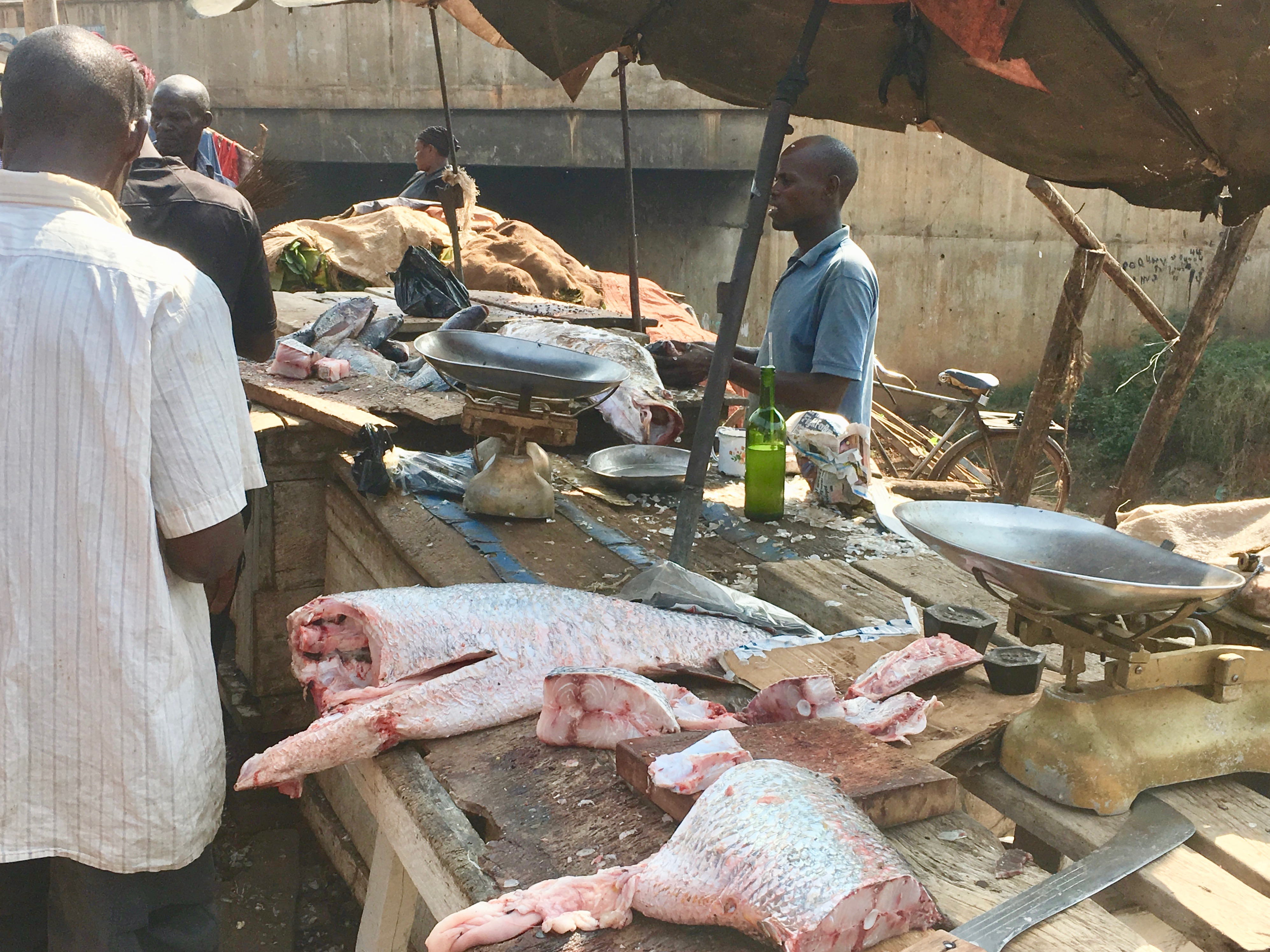
Nilbarsche aus dem Viktoriasee werden in Kampala verkauft.

|  |                                     |
|  | Westafrikanische Klade              |
|  |                                     |

|  | Lates stappersii                                                    |
|  |                                                                     |
|  | \| \| Lates angustifrons \| \| \| \| \| \| Lates mariae \| \| \| \| |
|  |                                                                     |
|  | Lates angustifrons                                                  |
|  |                                                                     |
|  | Lates mariae                                                        |
|  |                                                                     |

|  | Lates angustifrons |
|  |                    |
|  | Lates mariae       |
|  |                    |

|  | Lates stappersii                                                    |
|  |                                                                     |
|  | \| \| Lates angustifrons \| \| \| \| \| \| Lates mariae \| \| \| \| |
|  |                                                                     |
|  | Lates angustifrons                                                  |
|  |                                                                     |
|  | Lates mariae                                                        |
|  |                                                                     |

|  | Lates angustifrons |
|  |                    |
|  | Lates mariae       |
|  |                    |

|  | Lates stappersii                                                    |
|  |                                                                     |
|  | \| \| Lates angustifrons \| \| \| \| \| \| Lates mariae \| \| \| \| |
|  |                                                                     |
|  | Lates angustifrons                                                  |
|  |                                                                     |
|  | Lates mariae                                                        |
|  |                                                                     |

|  | Lates angustifrons |
|  |                    |
|  | Lates mariae       |
|  |                    |

|  | Lates stappersii                                                    |
|  |                                                                     |
|  | \| \| Lates angustifrons \| \| \| \| \| \| Lates mariae \| \| \| \| |
|  |                                                                     |
|  | Lates angustifrons                                                  |
|  |                                                                     |
|  | Lates mariae                                                        |
|  |                                                                     |

|  | Lates angustifrons |
|  |                    |
|  | Lates mariae       |
|  |                    |

|  | Nil-Klade (Lates niloticus s. str.) |
|  |                                     |
|  | Westafrikanische Klade              |
|  |                                     |

|  | Lates stappersii                                                    |
|  |                                                                     |
|  | \| \| Lates angustifrons \| \| \| \| \| \| Lates mariae \| \| \| \| |
|  |                                                                     |
|  | Lates angustifrons                                                  |
|  |                                                                     |
|  | Lates mariae                                                        |
|  |                                                                     |

|  | Lates angustifrons |
|  |                    |
|  | Lates mariae       |
|  |                    |

|  | Lates stappersii                                                    |
|  |                                                                     |
|  | \| \| Lates angustifrons \| \| \| \| \| \| Lates mariae \| \| \| \| |
|  |                                                                     |
|  | Lates angustifrons                                                  |
|  |                                                                     |
|  | Lates mariae                                                        |
|  |                                                                     |

|  | Lates angustifrons |
|  |                    |
|  | Lates mariae       |
|  |                    |

|  | Lates stappersii                                                    |
|  |                                                                     |
|  | \| \| Lates angustifrons \| \| \| \| \| \| Lates mariae \| \| \| \| |
|  |                                                                     |
|  | Lates angustifrons                                                  |
|  |                                                                     |
|  | Lates mariae                                                        |
|  |                                                                     |

|  | Lates angustifrons |
|  |                    |
|  | Lates mariae       |
|  |                    |

|  | Lates stappersii                                                    |
|  |                                                                     |
|  | \| \| Lates angustifrons \| \| \| \| \| \| Lates mariae \| \| \| \| |
|  |                                                                     |
|  | Lates angustifrons                                                  |
|  |                                                                     |
|  | Lates mariae                                                        |
|  |                                                                     |

|  | Lates angustifrons |
|  |                    |
|  | Lates mariae       |
|  |                    |

## Nilbarsche im Viktoriasee
In den 1960er-Jahren wurden Nilbarsche im Viktoriasee ausgesetzt. Sie vermehrten sich dort auf spektakuläre Weise und verdrängten andere Arten. Zahlreiche dieser Arten, insbesondere Buntbarsche der Gattung Haplochromis, starben daraufhin aus. Der Nilbarsch wurde u. a. deshalb in die Liste der 100 gefährlichsten Neobiota aufgenommen. Der Dokumentarfilm Darwin’s Nightmare (2004) des österreichischen Regisseurs Hubert Sauper behandelt die zeitgenössischen ökologischen, ökonomischen und gesellschaftlichen Folgen der Aussetzung der Art im Viktoriasee.

## Nutzung
Der Nilbarsch kommt unter dem Namen Viktoriabarsch als begehrter Speisefisch in den Handel. Das Fleisch ist weiß, fest und kräftig im Geschmack. Wegen seines niedrigen Preises ist Viktoriabarsch auf Fischmärkten in Europa (vor allem Benelux, Deutschland, Frankreich) sowie in den USA erhältlich.
| 100 g Nilbarsch enthalten etwa: |       |        |
| Brennwert                       | Fett  | Eiweiß |
| 389 kJ (93 kcal)                | 1,8 g | 19,1 g |

Darüber hinaus weist der Nilbarsch einen hohen Gehalt an Omega-3-Fettsäuren auf.